# Mikko Hirvonen
Mikko Hirvonen, född 31 juli 1980 i Kannonkoski, är en finländsk före detta professionell rallyförare.
Säsongerna 2003 till 2011 körde han för Fords fabriksstall innan han gick till Citroën och körde där under 2012 och 2013. Han avslutade karriären med en säsong i Ford 2014.
Hirvonen tävlade under hela sin karriär tillsammans med kartläsaren Jarmo Lehtinen.
Han blev aldrig världsmästare men kom nära vid ett flertal tillfällen. 2008, 2009, 2011 och 2012 kom han tvåa medan han 2006 och 2007 kom trea. Samtliga dessa år blev Sébastien Loeb världsmästare.
2009 skiljde det endast en poäng till världstiteln.

## Vinster iWRC[3]
| Säsong | Rally                                                                          | Kartläsare     | Bil             |
| ------ | ------------------------------------------------------------------------------ | -------------- | --------------- |
| 2006   | Rally Australia                                                                | Jarmo Lehtinen | Ford Focus WRC  |
| 2007   | Rally Norway Rally Japan Wales Rally GB                                        | Jarmo Lehtinen | Ford Focus WRC  |
| 2008   | Jordan Rally Rally Turkey Rally Japan                                          | Jarmo Lehtinen | Ford Focus WRC  |
| 2009   | Acropolis Rally of Greece Rally Poland Neste Oil Rally Finland Rally Australia | Jarmo Lehtinen | Ford Focus WRC  |
| 2010   | Rally Sweden                                                                   | Jarmo Lehtinen | Ford Focus WRC  |
| 2011   | Rally Sweden Rally Australia                                                   | Jarmo Lehtinen | Ford Fiesta WRC |
| 2012   | Rally d'Italia Sardegna                                                        | Jarmo Lehtinen | Citroën DS3 WRC |